# Jechi'el Chazan
Jechi'el Chazan, hebrejsky יחיאל חזן‎, (narozen 1. března 1958 Chadera) je izraelský politik a bývalý poslanec Knesetu za stranu Likud.

## Biografie
Narodil se 1. března 1958 ve městě Chadera. Vystudoval v bakalářském stupni marketing. Sloužil v izraelské armádě, kde získal hodnost Staff Sergeant (Samal Rišon). Hovoří hebrejsky, anglicky a arabsky.
Jeho synem je poslanec Knesetu zvolený roku 2015 Oren Chazan.

## Politická dráha
V izraelském parlamentu zasedl po volbách do Knesetu v roce 2003, ve kterých kandidoval za stranu Likud. Byl členem výboru pro ekonomické záležitosti, výboru pro drogové závislosti (tomu i předsedal), výboru pro zahraniční záležitosti a obranu a výboru pro televizi a rozhlas. Byl aktérem skandálu, když se v roce 2003 zjistilo, že při zasedání Knesetu hlasoval dvakrát a následně byl přistižen, když se údajně chtěl vloupat do kanceláře Knesetu, kde se ukládaly záznamy o hlasování. Ve volbách do Knesetu v roce 2006 mandát neobhájil.